# Tricarico
Tricarico es un municipio situado en la provincia de Matera, en Basilicata (Italia). Tiene una población estimada, a fines de febrero de 2024, de 4692 habitantes.

## Demografía
| Gráfica de evolución demográfica de Tricarico entre 1861 y 2024 |
|                                                                 |
| Fuente: ISTAT - Elaboración gráfica a cargo de Wikipedia        |